# Table des caractères Unicode/U1AFF0
Cette page contient des caractères spéciaux ou non latins. S’ils s’affichent mal (▯, ?, etc.), consultez la page d’aide Unicode.
Table des caractères Unicode U+1AFF0 à U+1AFFF.

## Kana étendu – B
Ce bloc contient des marques katakana de ton simple et de ton nasalisé, utilisées occasionnellement dans les compléments de furigana pour annoter le chinois minnan après un sinogramme kanji peu courant afin d’en permettre une lecture distinctive.

### Table des caractères
| en fr   | 0  | 1  | 2  | 3  | 4 | 5  | 6  | 7  | 8  | 9  | A  | B  | C | D  | E  | F |
| ------- | -- | -- | -- | -- | - | -- | -- | -- | -- | -- | -- | -- | - | -- | -- | - |
| U+1AFF0 | 𚿰 | 𚿱 | 𚿲 | 𚿳 |   | 𚿵 | 𚿶 | 𚿷 | 𚿸 | 𚿹 | 𚿺 | 𚿻 |   | 𚿽 | 𚿾 |   |

### Historique

#### Version initiale Unicode 14.0
C'est pour l'instant la seule version.